# Georgia on My Mind
«Georgia on My Mind» es una canción escrita en 1930 por Hoagy Carmichael, con letra de Stuart Gorrell. Es el himno oficial del estado estadounidense de Georgia (Estados Unidos).
Ray Charles la popularizó, y el estado de Georgia adoptó la canción más tarde como su himno.

## Versiones
«Georgia on My Mind» fue grabada por Hoagy Carmichael acompañado por el cornetista Bix Beiderbecke el 15 de septiembre de 1930 y después por Coleman Hawkins (con los Mound City Blue Blowers) en junio y por Louis Armstrong en noviembre de 1931. Gene Krupa la grabó (con Anita O'Day) en 1941.
La versión de Ray Charles fue grabada para su álbum The Genius Hits the Road (1960). Otros artistas que han grabado la canción incluyen a Dean Martin, Billie Holiday,Willie Nelson, Michael Bolton, James Brown, Fats Waller, Django Reinhardt, Jerry Lee Lewis, Artie Shaw, Michael Bublé y Coldplay.